# Oxymitra
Oxymitra es el único género de la familia de las Oxymitraceae, orden Marchantiales, clase Marchantiopsida, división Marchantiophyta.

## Taxonomía
El género fue descrito por Bisch. ex Lindenb. y publicado en Nova Acta Physico-medica Academiae Caesareae Leopoldino-Carolinae Naturae Curiosorum Exhibentia Ephemerides sive Observationes Historias et Experimenta 14 Suppl. 1: 124. 1829.

## Especies
- Oxymitra androgyna M. Howe
- Oxymitra incrassata (Brot.) Sérgio & Sim-Sim
- Oxymitra paleacea Bisch.